# استئصال جراحي كهربائي باستخدام العروة

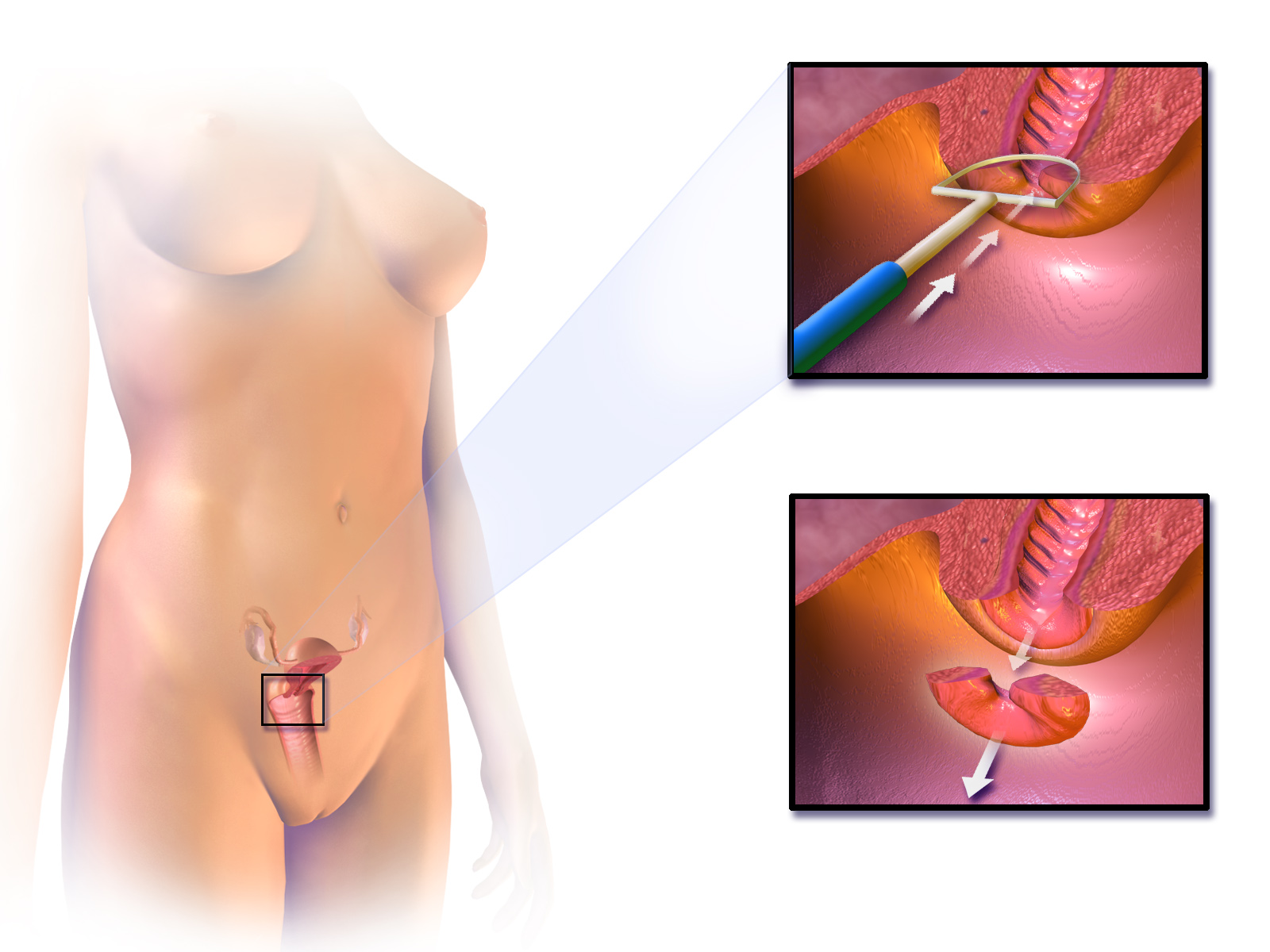

تعتبر عملية الاستئصال الجراحي الكهربائي باستخدام العروة واحدة من أكثر الطرق شيوعًا لعلاج خلل التنسج العنقي للرحم عالي الدرجة النسيجية المُكتشف بعد تنظير المهبل. ويُعرف في المملكة المتحدة باستئصال منطقة التحوّل الواسع باستخدام العروة.
يتّصف الاستئصال الجراحي بالعروة الكهربائية بالعديد من المزايا، بما في ذلك التكلفة المنخفضة، ومعدل النجاح العالي. يُجرى في العيادة، ويتطلّب عادةً تخديرًا موضعيًّا فقط، ويُستخدم التخدير العام أو الوريدي في بعض الأحيان.

## الإجراء
يستخدم الطبيب عند إجراء الاستئصال الجراحي الكهربائي، حلقة سلكية يمر عبرها تيار كهربائي بتردّدات مختلفة. يمكن استخدام أشكال وأحجام مختلفة من الحلقة اعتمادًا على حجم واتجاه الآفة. تُستئصَل منطقة التحوّل النسيجي في عنق الرحم بعمق كافٍ، لا يقل عن  8 ملم في معظم الحالات، ويمتد من 4 إلى 5 ملم خلف الآفة. يمكن أيضًا القيام بتمريرة ثانية مع حلقة أكثر ضيقًا للحصول على عينة من باطن عنق الرحم لمزيد من التقييم النسيجي.
ينتج عن هذه تقنية بعض الآثار الحرارية في جميع العينات بسبب استخدام الكهرباء، التي تقطع وتكوي الآفة في الوقت نفسه، لكنّ هذا لا يتعارض بشكل عام مع تفسير نتائج التشريح المرضي.

## المضاعفات
يحمل الاستئصال الجراحي الكهربائي خطر مضاعفات أقل، بالمقارنة مع الاستئصال المخروطي العنقي، التي تحمل خطر أكبر للإنتان والنزف.
أشارت دراسة استقصائية إلى أن إجراء الاستئصال الجراحي الكهربائي لا يؤثّر على الخصوبة. من ناحية أخرى، وجدت دراسة حالات وشواهد وجود علاقة بين العلاج الجراحي الكهربائي للآفات الاستحالية في عنق الرحم وخطر العقم أو ضعف الخصوبة. تندّب عنق الرحم هو آلية نظرية للتسبب في مشاكل الحمل. يُمكن تدليك الأنسجة المتندّبة والتخلّص منها بعدّة طرق، مما يتيح تمدّد فوهة عنق الرحم وعودتها إلى حجمها الطبيعي.
توصلت دراسة أتراب إلى أن النساء اللاتي خضعن لاستئصال جراحي كهربائي قبل حملهم بأقل من 12 شهر، لديهم خطر أكبر للإجهاض التلقائي أو العفوي، مقارنةً بالنساء التي مضى على إجرائهن للاستئصال 12شهر أو أكثر، خطر الإجهاض في الحالة الأولى  18% مقارنة بـ 4.6% في الأخيرة. ومن ناحية أخرى، ولم تجد الدراسة أي زيادة في خطر الولادة المبكرة.
بالمقابل خلص تحليل تلَوي إلى أن النساء المصابات بعسر تنسّج عنق الرحم لديهن خطر أساسي أعلى للولادة المبكرة مقارنةً مع عامة الناس، وربما يزيد الاستئصال الجراحي الكهربائي المُستخدم للمعالجة هذا الخطر بشكل أكبر. وأنّ خطر الولادة المبكرة يزداد مع تعدّد العلاجات وزيادة كميات الأنسجة المُزالة.
بحسب دراسة أخرى، أبلغت النساء عن انخفاض كبير إحصائيًّا في الرضا الجنسي بعد خضوعهن للاستئصال الجراحي الكهربائي.